# Шизоафективний розлад
Шизоафективний розлад (інші назви — рекурентна шизофренія, періодична шизофренія, циркулярна шизофренія, шизоафективний психоз) — ендогенний психічний розлад, що поєднує в собі ознаки шизофренії та афективного розладу. Характеризується аномальними процесами мислення та дерегульованими емоціями. Діагноз зазвичай ставлять, коли людина має ознаки як шизофренії, так і афективного розладу (розлад настрою) — як біполярний розлад, так і депресія — але не можна поставити діагноз лише шизофренії чи лише депресивного чи маніакального епізоду. Біполярний тип відрізняється симптомами манії, гіпоманії чи змішаного епізоду. Депресивний тип — лише симптомами депресії. Загальні симптоми розладу включають слухові галюцинації, параноїдне маячення і дезорганізоване мовлення та мислення. Початок симптомів зазвичай починається у молодому віці. Нині відомо, що симптоми виявляються у різні періоди життя.
У DSM-5 і МКБ-10 шизоафективний розлад знаходиться в тому ж діагностичному класі, що і шизофренія, але не в тому ж класі, що порушення настрою. Діагноз був введений в 1933 році, і його визначення було трохи змінено в DSM-5, опублікованому в травні 2013 року, оскільки визначення шизоафективного розладу DSM-IV призводить до надмірного помилкового діагнозу. Зміни, внесені у визначення шизоаффективного розладу, були призначені для того, щоб зробити діагностику DSM-5 більш послідовною (або надійною) і суттєво скоротити використання діагнозу. Крім того, діагностика шизоафективного розладу DSM-5 більше не може використовуватись для психозу першого епізоду.

## Історія
Джордж Х'юз Кірбі у 1913 та Август Хох у 1921 описали пацієнтів зі змішаною афективною та шизофреною симптоматикою, і віднесли їх до маніакально-депресивної групи Крепеліна. Якоб Казанін в 1933 ввів термін «шизоафективний стан», і вважав його підтипом шизофренії (за критеріями Ейгена Блейлера).
В даний час шизоафективні розлади розглядаються як прикордонна група між шизофренією та афективними розладами.

## Клініка
Розлади практично не супроводжуються змінами особистості (на відміну шизофренії), афективні порушення довше і сильніше виражені, ніж продуктивні симптоми шизофренії. Приступи можуть бути :
- депресивно-параноїдні;
- маніакально-параноїдні;
- змішані стани.

## Діагностика

### МКЛ-10
Діагноз F25 ставиться за такими групами критеріїв:
- є ознаки афективних розладів (F30-F32);
- наявність як мінімум однієї з таких ознак не менше 2 тижнів:
  - слухові галюцинації у вигляді сторонніх голосів, що коментують чи ведуть діалоги;
  - марення контролю та впливу, почуття «зробленості» думок, відчуттів, рухів;
  - відчуття телепатії, тобто прийому чи передачі думок на відстані, їхня відкритість;
  - розірваність мови та неологізми;
  - стійке марення, не характерне для субкультури пацієнта;
  - часта й перехідна поява кататонічних симптомів;
- симптоми шизофренії та афективних розладів представлені одночасно при одному загостренні;
- виключено органічні ураження мозку (F0) та вживання психоактивних речовин (F1).

#### Типи шизоафективного розладу
- F25.0 Маніакальний тип. Діагноз ставиться при шизоаффективному розладі на маніакальному фоні (відповідність критеріям манії F30.1).
- F25.1 Депресивний тип. Діагноз ставиться при шизоафективному розладі на депресивному фоні (відповідність критеріям помірної або важкої депресії F31.3-4).
- F25.2 Змішаний тип. Діагноз ставиться при шизоафективному розладі, змішаному з біполярним афективним розладом (відповідність критеріям БАР, поточний епізод змішаного характеру F31.6).
- F25.8 Інші шизоафективні розлади.
- F25.9 Шизоафективний розлад неуточнений.

Одна частина дослідників розцінює змішаний тип шизоафективного розладу як атипову форму біполярного афективного розладу, а інша — як доброякісну форму течії шизофренії («циркулярну шизофренію»).

## Епідеміологія
Поширеність оцінюється в межах 0,5-0,8 %, переважання по статі не виявляється. Ці дані досить приблизні через теоретично зумовлені відмінності в діагностичних підходах.
Наразі розлад було перевизначено, але оцінки поширеності DSM-IV становили менше 1 відсотка населення в діапазоні від 0,5 до 0,8 відсотка.

## Етіологія
У питаннях етіології цього розладу думки вчених розділилися. Частина дослідників розглядає їх як взаємодію генетичної обтяженості з шизофренії та афективних розладів з двох сторін. Існують і дослідження, що вказують на генетичну самостійність шизоафективних розладів. Також існує думка про близькість цього виду розладів до епілепсії (фактор періодичності + зміни на ЕЕГ — пароксизмальна активність).

## Прогноз
Результат шизоаффективного розладу перебуває у проміжному положенні: він менш сприятливий, ніж при біполярному афективному розладі, але сприятливіший, ніж за шизофренії. У змішаного типу течії прогноз подібний до біполярного афективного розладу, а у депресивного типу — з шизофренією.
Більш поганий результат можна спрогнозувати при спадковій обтяженості по шизофренії, низькому рівні адаптації в період до виникнення розладу та безперервному перебігу розладу.

## Терапія
Для лікування шизоафективного розладу на всіх етапах використовуються антидепресанти, антипсихотичні препарати (як атипові, так і традиційні), анксіолітики та нормотиміки (ламотріджин, препарати літію, вальпроєва кислота, карбамазепін). При депресивному типі використовуються антидепресанти: інгібітори моноаміноксидази, тетрациклічні та трициклічні (наприклад, мапротилін, амітриптилін, іміпрамін), а також електросудомна терапія (за наявності лікової резистентності). При маніакальному типі використовуються нейролептики з вираженою антипсихотичною та седативною активністю. При змішаному типі препарати літію, карбамазепін та ламотриджин. Ламотриджин при шизоафективних розладах ефективний у дозах від 400 мг/день.
При профілактичній терапії застосовуються підтримуючі дози карбамазепіну (до 200 мг) або карбонату літію (літобіду, контемнолу, літінолу) у дозах до 400—500 мг, іноді препарати вальпроєвої кислоти :174.
Основним засобом лікування є антипсихотичний засіб у поєднанні з ліками від стабілізатора настрою або антидепресантом, або те й інше. Деякі дослідники стурбовані тим, що антидепресанти можуть посилити психоз, манію та тривалий цикл епізодів настрою у розладі. Коли є ризик для себе або інших людей, зазвичай на ранній стадії лікування може знадобитися госпіталізація. Психіатрична реабілітація, психотерапія та професійна реабілітація дуже важливі для відновлення вищої психосоціальної функції. Як група, люди з шизоафективним розладом, діагностовані з використанням критеріїв DSM-IV і МКБ-10, мають кращий результат, ніж люди з шизофренією, але мають змінні індивідуальні психосоціальні функціональні наслідки порівняно з людьми з розладами настрою, від найгірших до однакових. Результати для людей із діагностованим шизоафективним розладом DSM-5 залежать від даних проспективних когортних досліджень, які ще не завершені.